# Nationale wegen in Nieuw-Zeeland

Een wegschild van een nationale weg

De nationale wegen in Nieuw-Zeeland (Engels: State Highway) vormen een wegennetwerk dat alle steden in het land met elkaar verbindt. Sommige nationale wegen zijn uitgebouwd tot autosnelweg, andere zijn slechts een tweestrooksweg of zelfs een landweg. De wegen worden aangegeven met het prefix SH, wat staat voor State Highway. Dit prefix wordt alleen in de schrijftaal gebruikt. Het wegschild is een rode schild met een punt naar onder. Daarop staat in witte letters het wegnummer.

## Nummering
De nationale wegen zijn genummerd van 1 tot en met 99. De eencijferige nummers zijn de hoofdroutes, waarbij de SH1, als belangrijkste verbinding, over beide eilanden loopt. De rest van de wegen is gezoneerd genummerd. De SH2 tot en met SH5 en de SH10 tot en met SH58 lopen over het Noordereiland. De SH6 tot en met SH8 en de SH60 tot en met SH99 lopen over het Zuidereiland.
Sommige wegen hebben een suffix. Dit zijn aftakkingen van de hoofdweg. Zo is de SH1B een aftakking van de SH1 en de S74A een aftakking van de S74.